# Offshore Leaks
Offshore Leaks es el nombre de un informe que revela los detalles de 130.000 cuentas offshore en abril de 2013. Algunos observadores lo han calificado como el mayor golpe contra el fraude fiscal internacional de todos los tiempos (hasta la fecha), aunque se ha señalado que las empresas normales pueden usar la legislación offshore para facilitar trámites en el comercio internacional.
El informe se originó en el Consorcio Internacional de Periodistas de Investigación (ICIJ) (organización sin fines de lucro de periodismo de investigación con sede en Washington), que colaboró con reporteros de todo el mundo para producir la serie de informes de investigación publicados en conexión con la publicación del ICIJ The Global Muckraker. La investigación se basa en un depósito de 2.5 millones de registros secretos sobre los activos offshore de personas de 170 países y territorios, obtenidos por el director de ICIJ, Gerard Ryle. La base de datos de ICIJ Offshore Leaks está encabezada por el párrafo de advertencia: "Existen usos legítimos para compañías y fideicomisos offshore. No tenemos la intención de sugerir ni implicar que ninguna persona, empresa u otra entidad incluida en la Base de datos de ICIJ Offshore Leaks haya quebrantado la ley o actuado indebidamente".
Más de 100 periodistas de más de 60 países y docenas de organizaciones de noticias participaron en la investigación, que desde entonces se ha expandido para incluir revelaciones sobre las tenencias extraterritoriales de las elites políticas y empresariales de China. 
A partir del 15 de junio de 2013, una base de datos con capacidad de búsqueda que incluye parte de los datos está disponible en la URL http://offshoreleaks.icij.org/. Hasta ahora, el conjunto completo de datos primarios no se ha hecho público. No se conoce ninguna conexión entre la Offshore Leaks y Wikileaks.

## Personas involucradas
Imee Marcos, hija del expresidente filipino Ferdinand Marcos, está en la lista. Las autoridades filipinas están investigando si el dinero es parte de los 5 mil millones de dólares con que Marcos huyó del país en la década de 1980. También están en la lista la familia del presidente de Azerbaiyán, Ilham Aliyev, el ex primer ministro de Georgia Bidzina Ivanishvili, Olga Shuvalov (la esposa del ex primer vice primer ministro ruso Igor Shuvalov), el subdirector de la junta directiva de Gazprom Valeriy Golubev, y los oligarcas ucranianos Rinat Akhmetov y Dmytro Firtash.
Kazi Zafarullah, un pariente de la primera ministra de Bangladés, Sheikh Hasina, y su esposa son accionistas de dos compañías offshore en las Islas Vírgenes Británicas.

## Reacciones
El político alemán Peer Steinbrück ha pedido severas sanciones para los bancos involucrados en el escándalo, hasta la revocación de las licencias bancarias. ICIJ informa que la serie de historias ha provocado "investigaciones oficiales, cambios radicales en las políticas y renuncias de alto perfil" en todo el mundo, con el principal funcionario fiscal de la Unión Europea llamando a Offshore Leaks "el disparador más significativo" detrás del nuevo impulso de Europa a acabar con los escondites extranjeros y esquivar los impuestos globales. "Hoy estamos en un contexto completamente diferente" debido a las revelaciones de Offshore Leaks, ha dicho el secretario de estado de Bélgica. "Es un mundo nuevo".
En Brasil, los criterios de ICIJ para seleccionar a los periodistas han sido criticados por falta de transparencia. Los periodistas elegidos por ICIJ son parte de conglomerados de medios de comunicación que podrían tener conexiones con propietarios de cuentas en el extranjero. Afirma que los periodistas de UOL (una empresa conjunta entre Grupo Abril y Folha de Sao Paulo) y O Globo (de Grupo Globo, patrocinadores de la dictadura militar) podrían elegir y divulgar nombres de acuerdo con el sesgo político en lugar del interés público, lo que finalmente llevó al reportero investigador Amaury Ribeiro Jr. a salir del ICIJ.